# Frits Solvang
Frits Solvang (29. července 1941, Tromsø) je norský fotograf.

## Životopis
Během vojenské služby se Solvang dostal do kontaktu s fotografem Kårem Kivijärvim a navštěvoval fotografickou školu ozbrojených sil. Solvang studoval u fotografa Samuela Herscowitze na Hamaru a v roce 1963 získal tovaryšské osvědčení. Pak studoval kurz na Stockholmské univerzitě, kde měli zásadní vliv na jeho další rozvoj učitelé Tor Ivan Odulf a Christer Strömholm. Frits Solvang se věnoval fotoreportážím, reklamě a divadelní fotografii. Spolupracoval s Národním divadlem a ilustroval také několik knižních publikací. V roce 1967 měl výstavu na Festivalu Festspillene i Nord-Norge v Harstadu.

## Galerie

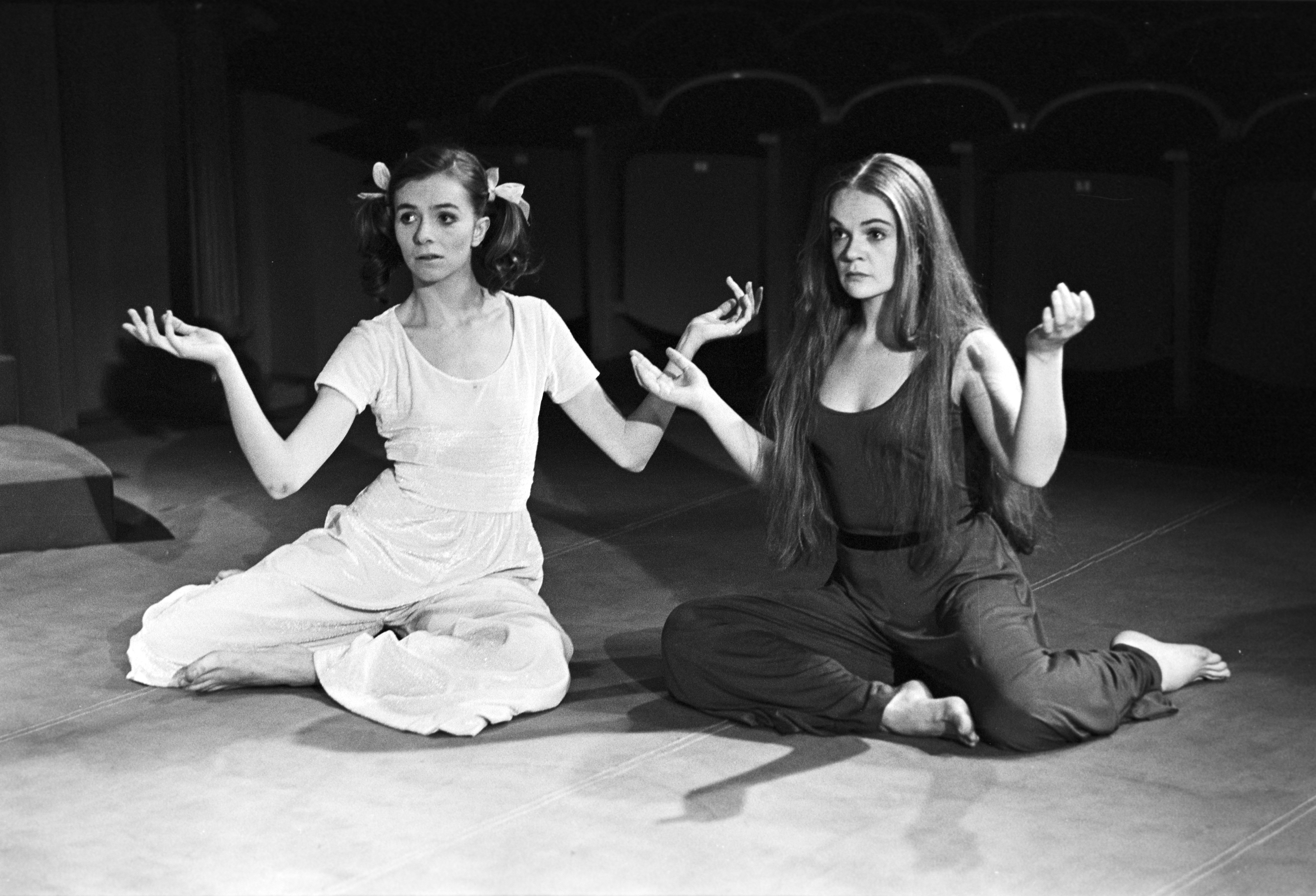
Ane Hoel, Anne Marit Jacobsen
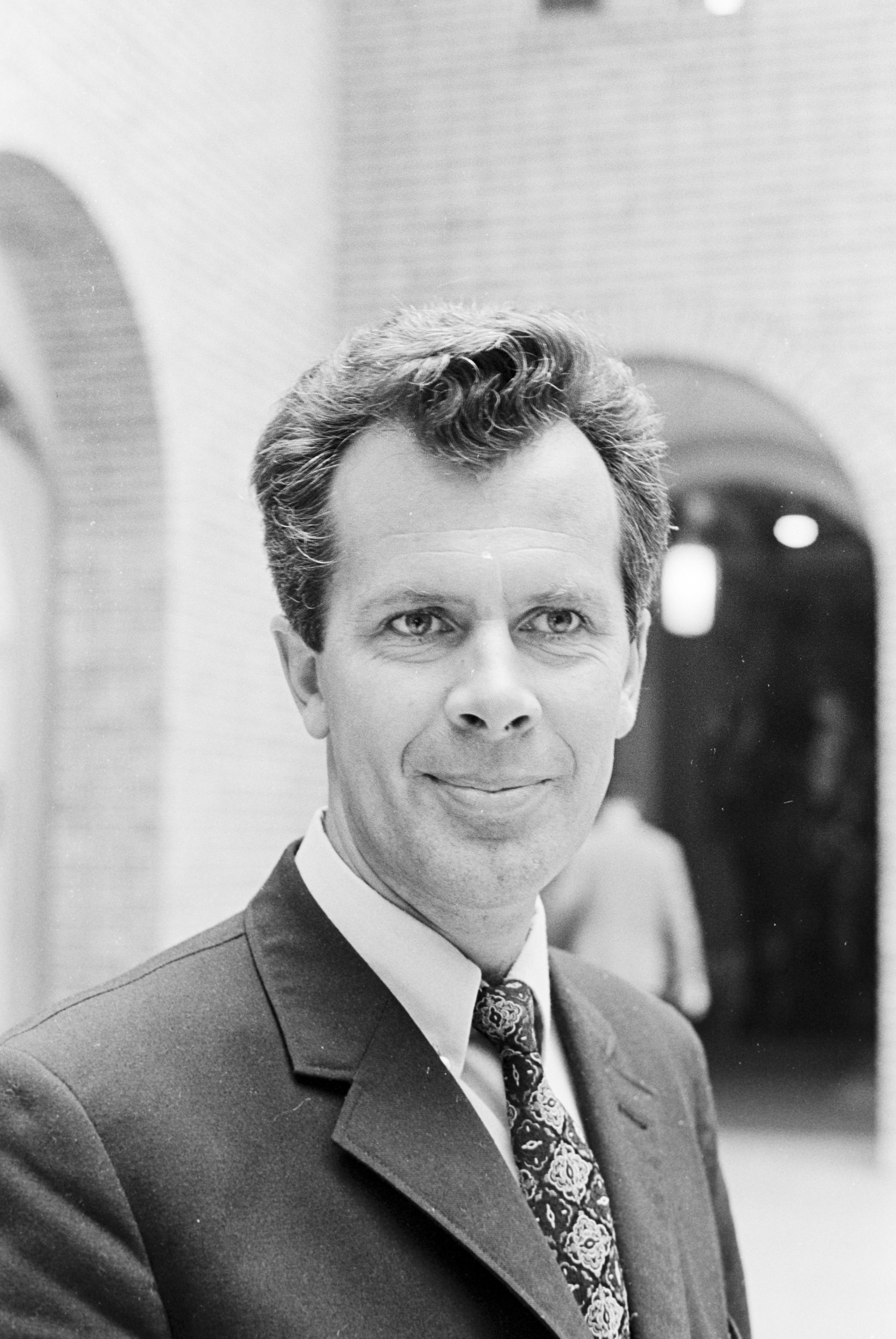
Erling Norvik, 1970
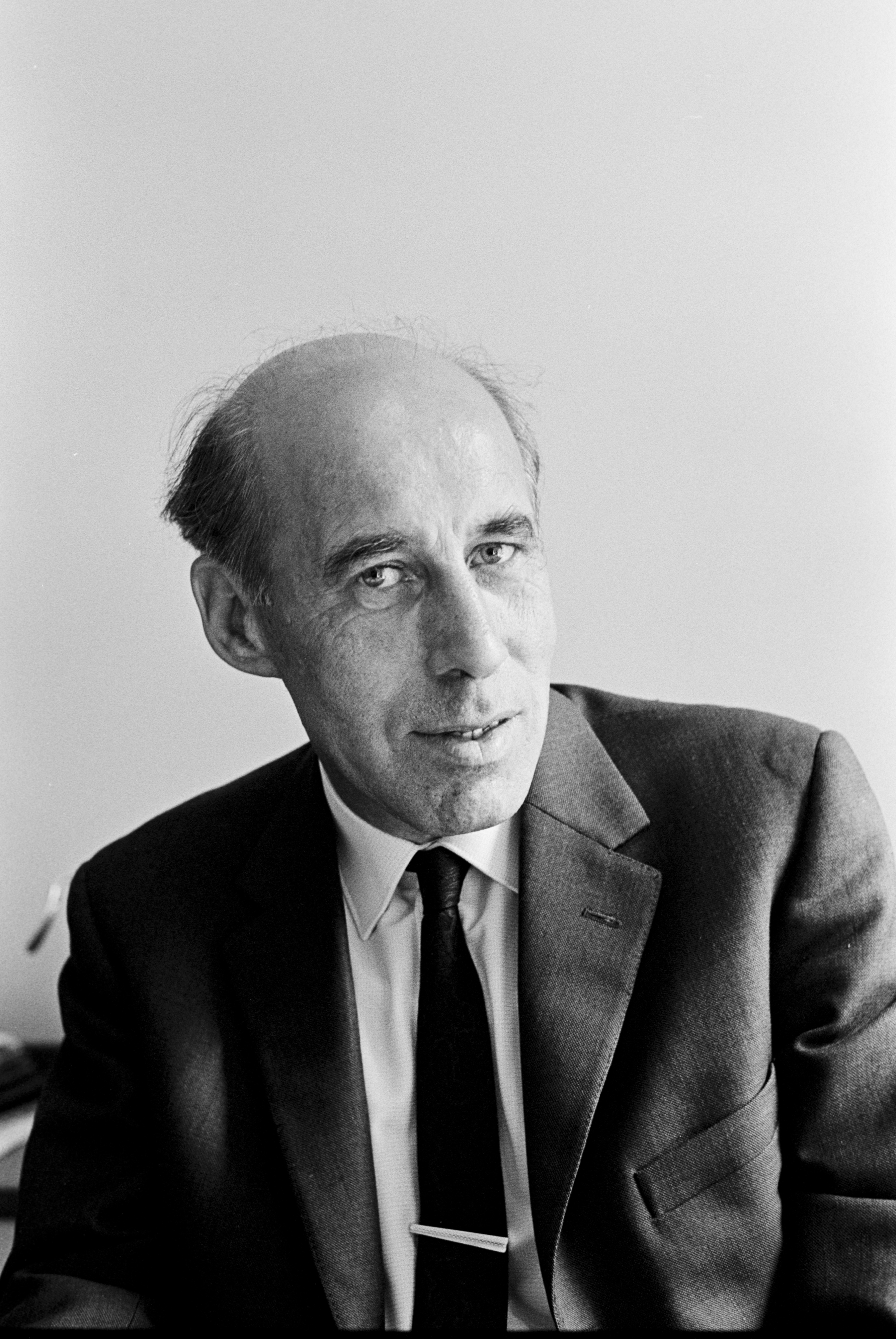
Guttorm Hansen
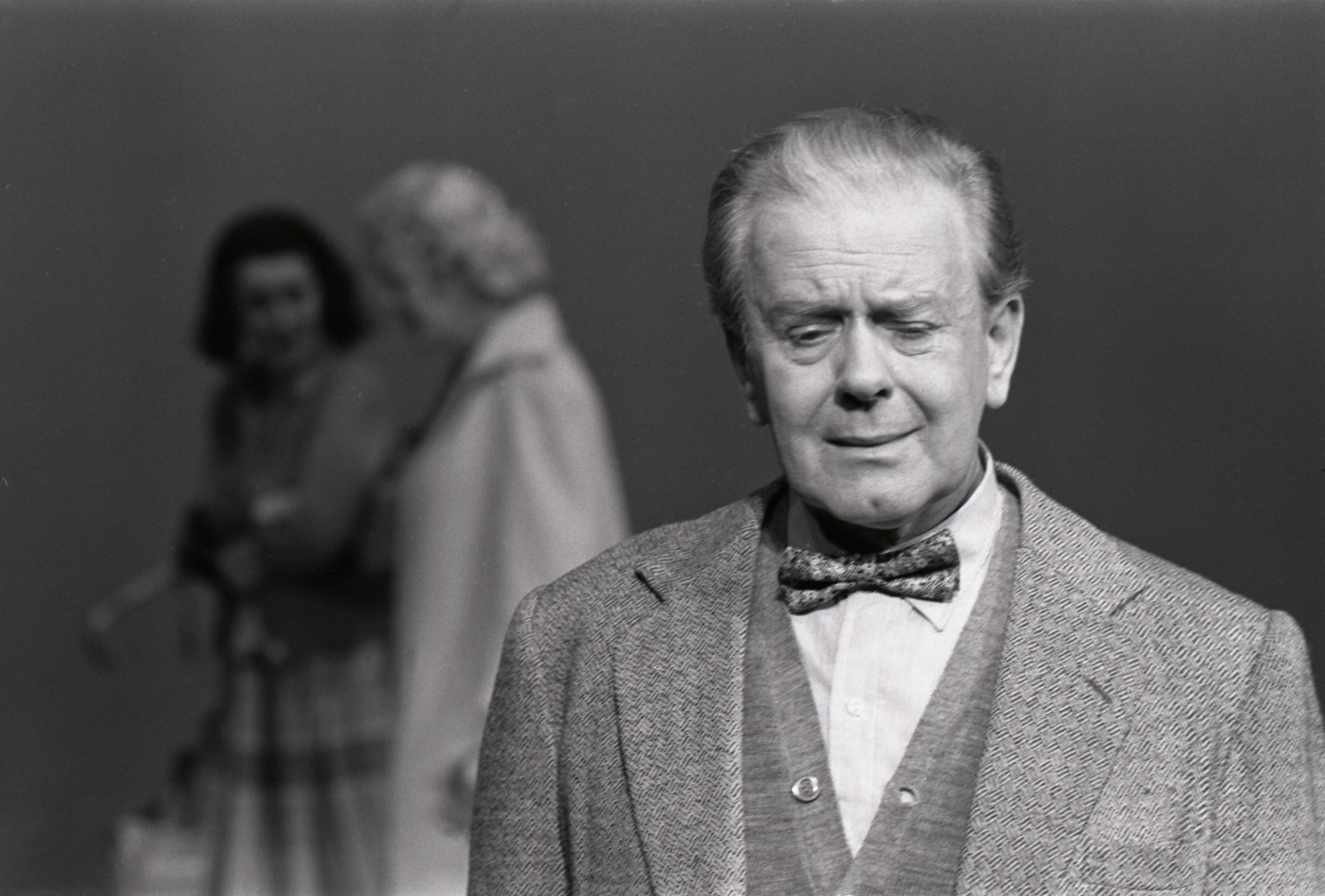
Per Aabel, 1971
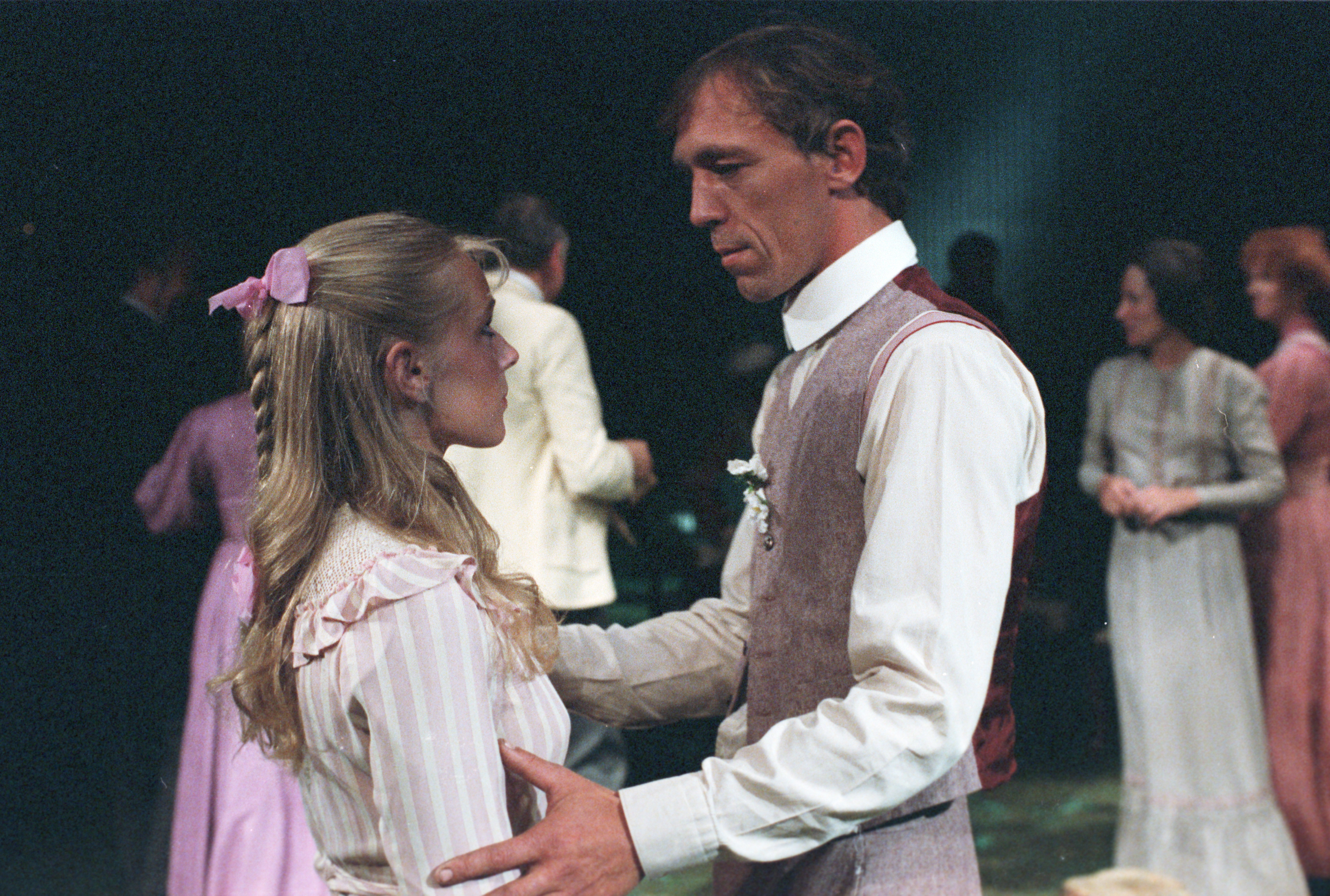
Scéna z inscenace "Komedie lásky" Henrika Ibsena z Národního divadla. Premiéra: 1. září 1980. Režie Edith Roger, hrají Merete Moen a Katja Medbøe jako Svanhild a Svein Strula Hungnes jako Falk. Oslo, 1981
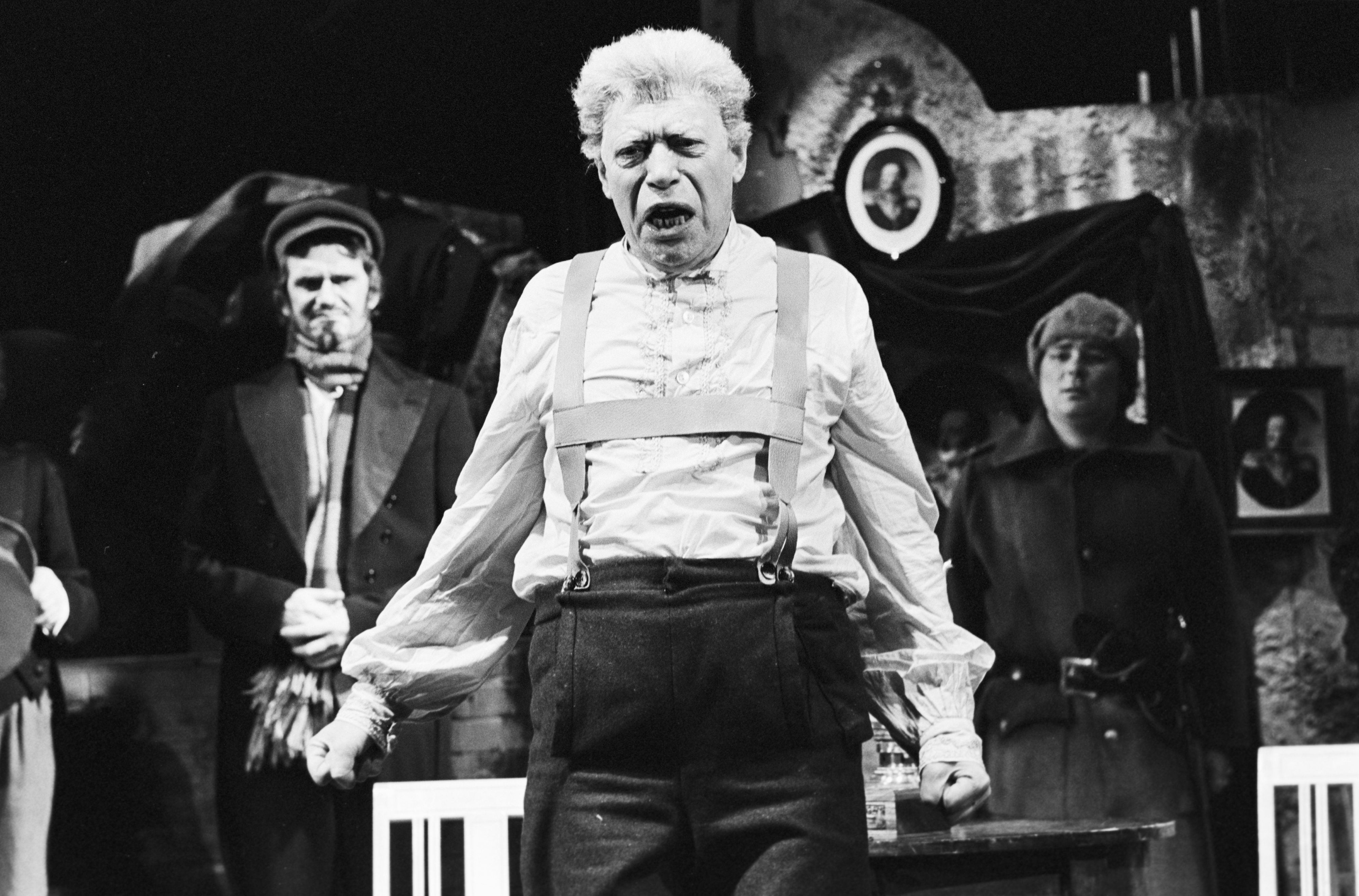
Scéna z produkce Národního divadla „Revizor“ Nikolaje Gogola. Lubos Hruza se postaral o scénografií a kostýmy. Oslo.
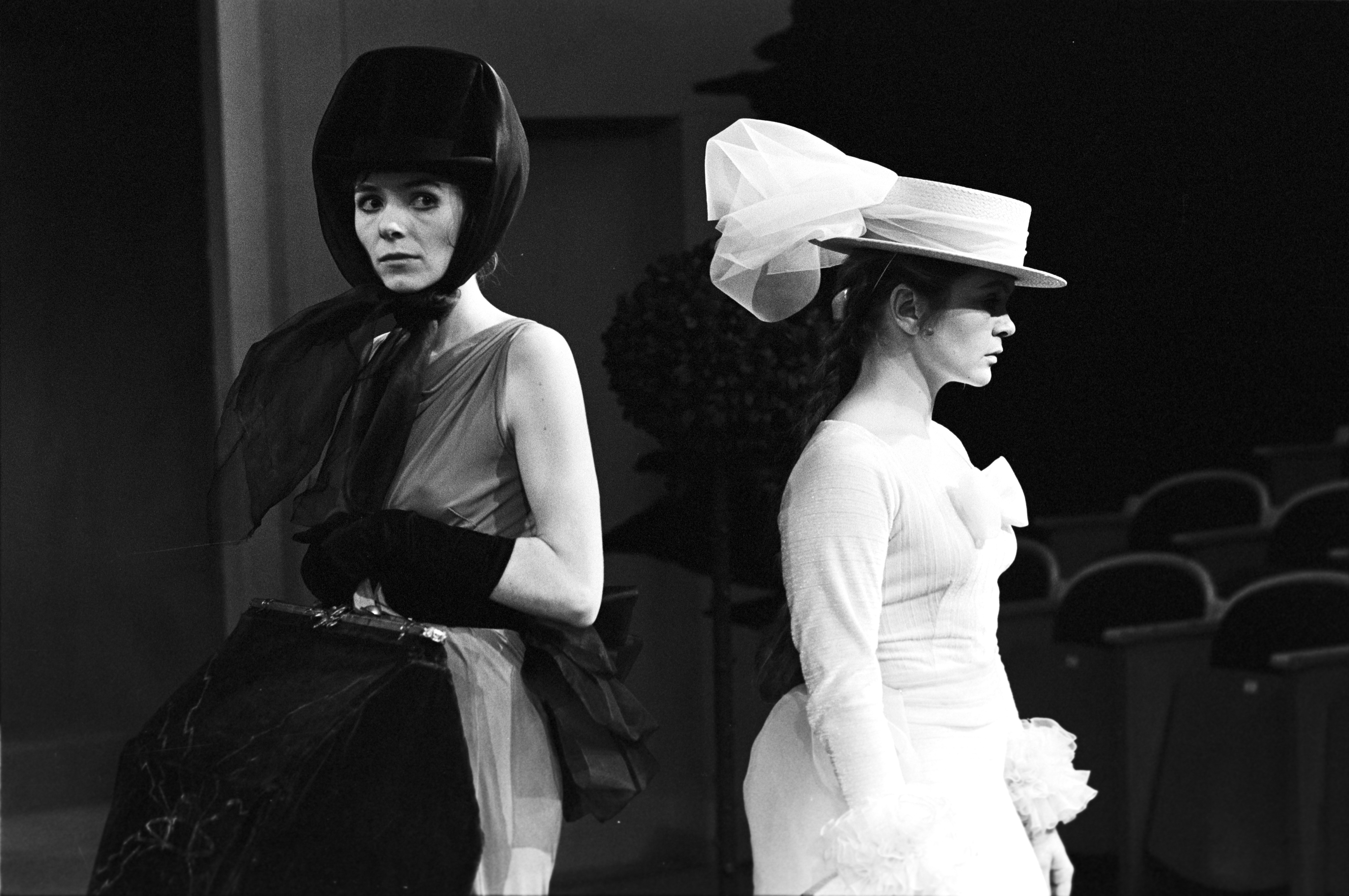
Scéna z produkce Národního divadla Georga Büchnera „Leonce a Lena“. Představení mělo premiéru 21. března 1972. Režie Edith Roger, scénografie Lubos Hruza, kostýmy Lita Prahl a Lubos Hruza. Oslo.
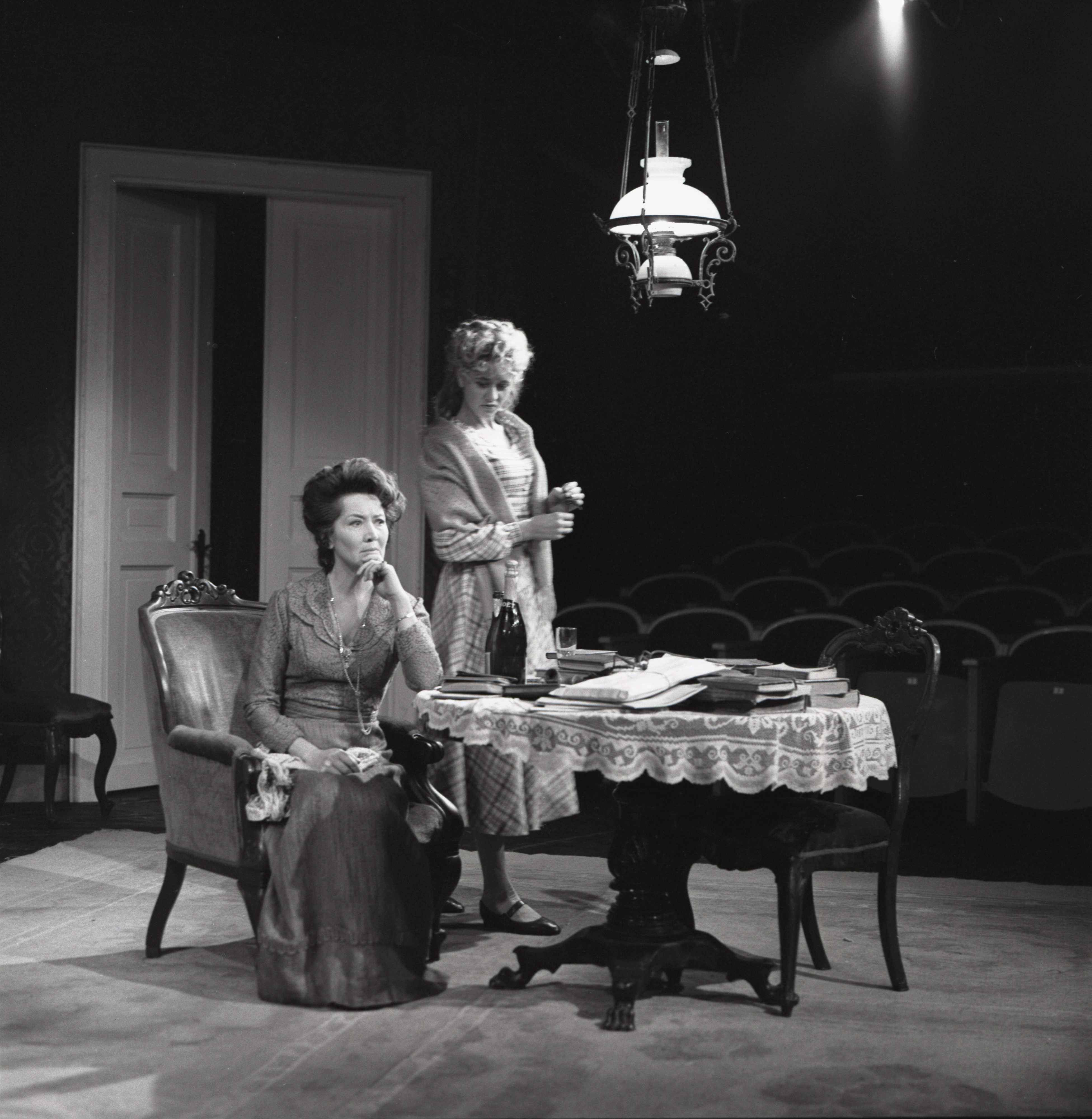
Scéna z inscenace Gengangere Henrika Ibsena z Národního divadla. Paní Alvingová sedí v křesle u stolu. Za ním je Regine Engstrand. Na stole je láhev šampaňského a mnoho knih. Premiéra: 4. října 1972. Pål Løkkeberg režie, Helen Brinchmann jako paní Alvingová, Frøydis Armand jako Regine Engstrand, Svein Sturla Hungnes jako Osvald, Frank robert jako Pastor Manders a Rolf Søder jako Snekker Engstrand. Oslo, asi 1972